# Pteridium
Pteridium Gled. ex Scop., 1760 è un genere di piante pteridofite appartenente alla famiglia delle Dennstaedtiaceae.

## Tassonomia
A questo genere fanno capo varie specie di felci, tra cui:
- Pteridium aquilinum (L.) Kuhn
  - Pteridium aquilinum var. champlainense Boivin
- Pteridium arachnoideum (Kaulfuss) Maxon
- Pteridium caudatum (L.) M
- Pteridium esculentum
- Pteridium latiusculum